# Marie Majerová
Marie Majerová, pseudonimo di Marie Bartošová (Úvaly, 1º febbraio 1882 – Praga, 16 gennaio 1967), è stata una scrittrice, giornalista e traduttrice ceca, considerata la più importante scrittrice boema della prima metà del XX secolo.

## Biografia

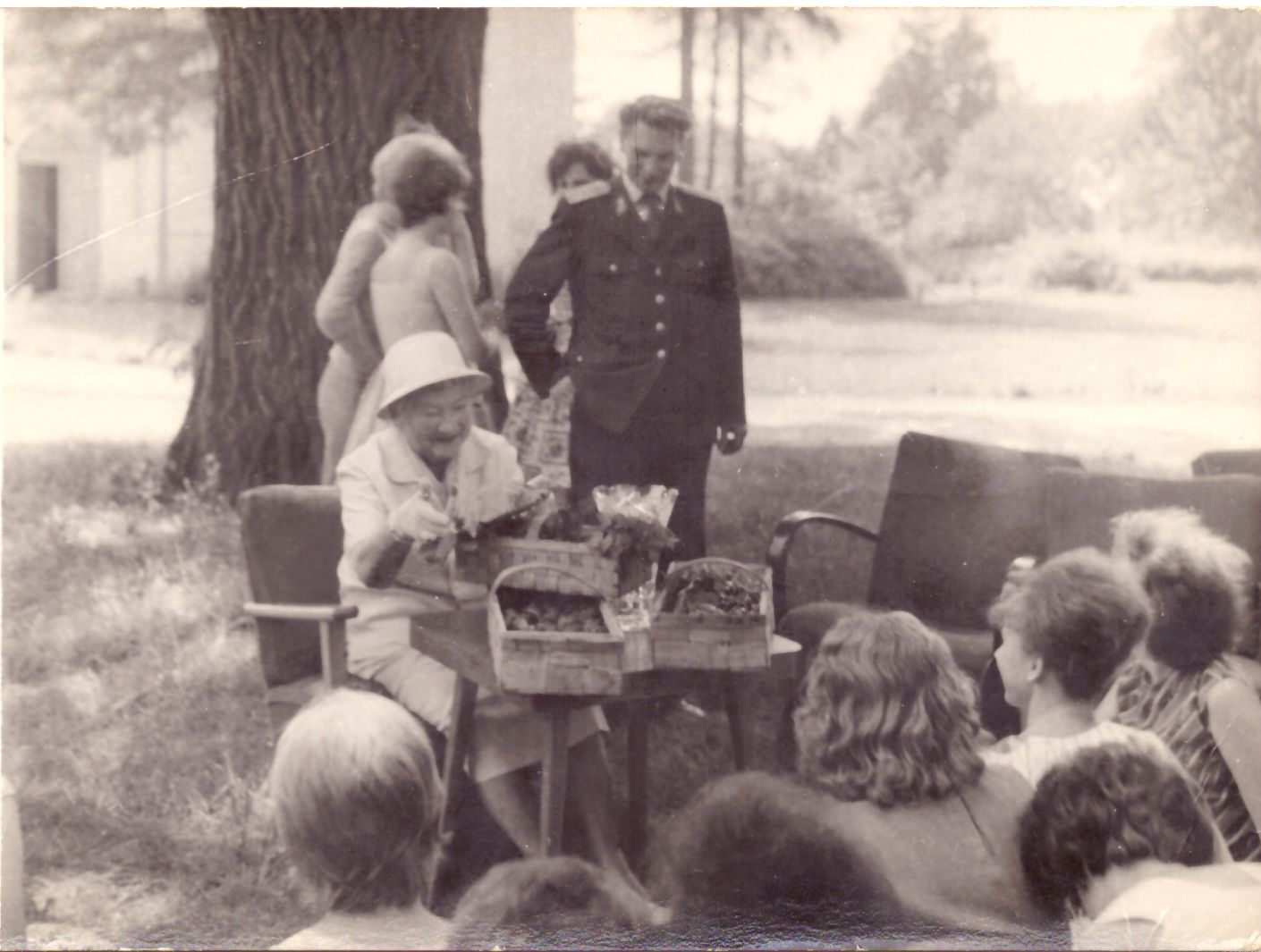
Marie Majerová al Castello di Loučeň il 13 giugno 1964 con alunni e allievi della Dopravní školy

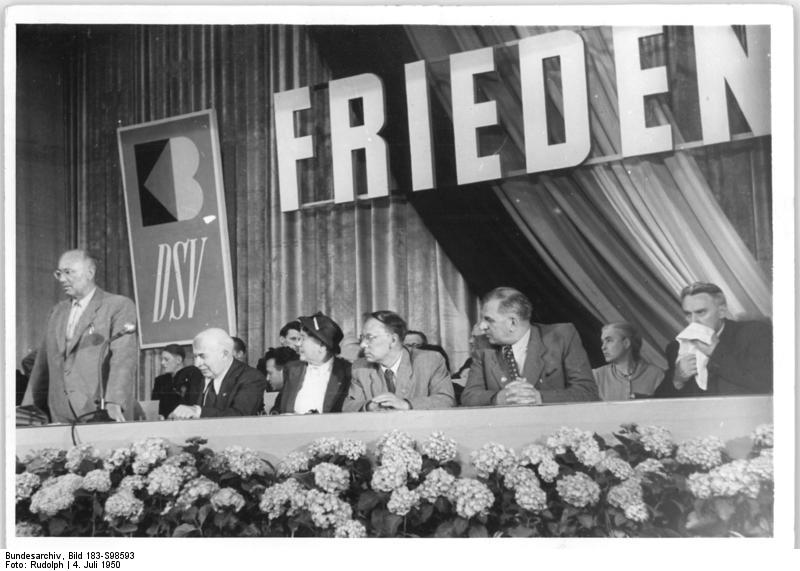
Congresso degli scrittori tedeschi a Berlino Est il 4 luglio 1950

Nacque da famiglia proletaria a Úvaly e crebbe a Kladno. A sedici anni cominciò a lavorare come cameriera a Budapest. 
Visse a Praga, a Vienna e a Parigi.
Nella sua lunga attività letteraria Marie Majerová si è dedicata alla scrittura di romanzi, racconti, articoli giornalistici, tutti incentrati su problematiche sociali, dalla vita degli operai alle dure esperienze di vita delle ragazze, caratterizzati da uno stile realistico e da ricchezza di contenuti.
Esordì con il romanzo naturalistico Panenství (Verginità, 1907), basato sulle vicende di una povera cameriera.
Le Povídky z pekla a jiné (Racconti dall'inferno e altri, 1907) furono dedicati all'ambiente e ai personaggi delle miniere di Kladno.
I libri Nepřítel v domě (Il nemico in casa, 1909), Plané milování (Vani amore, 1911), Červené kvítí (I fiori rossi, 1912), trattarono le tematiche femminili e gli approfondimenti psicologici.
Il romanzo Náměstí republiky (Piazza della Repubblica, 1914), ambientato a Parigi, descrisse con uno stile verista il mondo degli anarchici giunti nella capitale da ogni parte del mondo.
I racconti Dcery zemê (Le figlie della terra, 1918) e Mučenky (Le passiflore, 1921) affrontarono le tematiche adolescenziali, invece il romanzo Nejkrásnějšj svět (Il mondo più bello, 1923), narrò l'adesione al socialismo di una ragazza contadina.
Aderì al Partito comunista cecoslovacco fin dalla sua fondazione del 1921 e si interessò a tematiche del movimento femminista.
L'opera più importante della Majerová fu il voluminoso romanzo sociale intitolato Siréna (La sirena, 1935), grande e attendibile descrizione storica dell'evoluzione dell'industria mineraria e siderurgica di Kladno, tramite le vicende di una famiglia proletaria nel corso di varie generazioni, dalla metà del XIX secolo agli inizi del XX secolo.
L'autrice descrisse la vita quotidiana difficile e problematica del ceto operaio, oltre che le lotte sociali affrontate e i drammi familiari.
A Siréna si riallaccerà la lunga ballata in prosa, ma intrisa di lirismo, Havířská balada (Ballata dei minatori, 1938), incentrata sulle virtù e sulle qualità della classe lavoratrice, appoggiata e confortata dalle virtù morali delle donne presenti nella famiglia.
Marie Majerová si dedicò anche alla letteratura per ragazzi e alla letteratura di viaggio, in America, nell'Africa, nell'Unione Sovietica.
Nel 1947 lo Stato le conferì il titolo di artista nazionale.

## Opere principali
- Verginità (Panenství, 1907);
- Racconti dall'inferno e altri (Povídky z pekla a jiné, 1907);
- Il nemico in casa (Nepřítel v domě, 1909);
- Vani amore (Plané milování, 1911);
- I fiori rossi (Červené kvítí, 1912);
- Piazza della Repubblica (Náměstí republiky, 1914);
- Le figlie della terra (Dcery zemê, 1918);
- Le passiflore (Mučenky, 1921);
- Il mondo più bello (Nejkrásnějšj svět, 1923);
- La diga (Přehrada, 1932);
- La sirena (Siréna, 1935);
- Ballata dei minatori (Havířská balada, 1938).